# Effartjärnen
Effartjärnen är en sjö i Mora kommun i Dalarna och ingår i Dalälvens huvudavrinningsområde. Sjön har en area på 0,14 kvadratkilometer och ligger 368,7 meter över havet.

## Delavrinningsområde
Effartjärnen ingår i det delavrinningsområde (676528-140526) som SMHI kallar för Inloppet i Kånåsjön. Medelhöjden är 400 meter över havet och ytan är 9,82 kvadratkilometer. Det finns inga avrinningsområden uppströms utan avrinningsområdet är högsta punkten. Ryssån som avvattnar avrinningsområdet har biflödesordning 2, vilket innebär att vattnet flödar genom totalt 2 vattendrag innan det når havet efter 348 kilometer. Avrinningsområdet består mestadels av skog (62 procent) och sankmarker (30 procent). Avrinningsområdet har 0,33 kvadratkilometer vattenytor vilket ger det en sjöprocent på 3,4 procent.